# Res Strehle
Andreas «Res» Strehle (* 25. März 1951 in Zürich) ist ein Schweizer Journalist und Autor. Er war bis Ende 2015 Chefredaktor des Tages-Anzeigers.

## Leben
Res Strehle ist der Sohn eines Anwalts und Divisionsrichters. 1969 legte er am Realgymnasium Zürich das Abitur ab und studierte dann Wirtschaftswissenschaften an der Hochschule St. Gallen, wo er 1978 bei Silvio Borner über Interdisziplinarität in den Sozialwissenschaften promovierte wurde. Anschliessend war er im Gottlieb Duttweiler Institut in Rüschlikon verantwortlich für die Medienarbeit. 
1981 gehörte er zu den Gründern der WOZ Die Wochenzeitung, die eine profiliert linke Gesellschaftsanalyse pflegt. Als die WOZ 1986 eigene Satzmaschinen (Computer) beschaffte, gehörte Strehle der sog. «Aktionsgruppe gegen Computerherrschaft» an, welche die Computer aus ideologischen Gründen ablehnte und im Computer die kapitalistische Methode des technologischen Klassenkampfes sah.
Ab 1985 war er als freier Autor und Dozent an verschiedenen Hochschulen tätig.
Strehle war später Journalist für das Nachrichtenmagazin Facts. Ab 1998 war er Wirtschaftschef der Weltwoche, anschliessend stellvertretender Chefredaktor, später Chefredaktor und Geschäftsführer des Magazins des Tages-Anzeigers.
Von Mai 2009 bis November 2012 war Strehle mit Markus Eisenhut Co-Chefredaktor des Tages-Anzeigers. Von November 2012 bis Januar 2016 leitete er die zusammengeführte Redaktion des Tages-Anzeigers, die die bisherige Redaktion der Zeitung sowie die Redaktion des Nachrichtennetzwerks Newsnet umfasst. Ab 2016 war er freier TA-Mitarbeiter, Buchautor, Tamedia-Berater für publizistische Projekte (Qualitätsmanagement), Präsident der Schweizer Journalistenschule MAZ in Luzern bis Ende 2022, Vorstandsmitglied der Solothurner Filmtage und sass bis 2025 auch im Beirat von "Reporter ohne Grenzen", Deutschschweiz.
2013 veröffentlichte Philipp Gut im Wochenmagazin Die Weltwoche eine Artikelserie, in der Strehle unter anderem vorgehalten wurde, er habe in den 1980er und 1990er Jahren Kontakte in die Szene des militanten Linksextremismus gehabt. Strehle sprach im Hinblick auf die Vorwürfe von «politischem Kampagnenjournalismus» und reichte beim Schweizer Presserat Beschwerde gegen die Weltwoche ein. Am 20. Juni 2013 erklärte der Presserat unter anderem diesbezüglich, die Weltwoche habe durch ihre Berichterstattung Strehles Persönlichkeit sowie seine Privatsphäre verletzt. «Die Weltwoche hat zudem mit der Publikation der beiden Artikel die Ziffern 1 (Wahrheit), 3 (Entstellung von Tatsachen) und 7 (Privatsphäre) der ‹Erklärung› verletzt, indem sie ohne genügenden Beleg Gewalttaten und Ereignisse aus den 80er-Jahren mit dem Leben von Res Strehle in Zusammenhang bringt», hieß es in der Stellungnahme.
Strehle ist verheiratet und hat einen Sohn.

## Veröffentlichungen
- Stufen sozialwissenschaftlicher Integration: Darstellung und Kritik bestehender und neuer Konzepte zur Integration der Sozialwissenschaften – Eine Vergleichsstudie. Dissertationen / Hochschule St. Gallen. Nr. 680. St. Gallen 1978.[15]
- Damengambit: Die Frau im Bundesrat. Limmat, Zürich 1985, ISBN 3-85791-090-9.
- mit Gian Trepp, Barbara Weyermann: Ganz oben: 125 Jahre Schweizerische Bankgesellschaft. Limmat, Zürich 1987, ISBN 3-85791-119-0.
- Kapital und Krise: Einführung in die Politische Ökonomie. Schwarze Risse, Berlin 1991, ISBN 3-924737-11-8.
- Verschlüsselt: Der Fall Hans Bühler. Werd, Zürich 1994; Neuauflage 2020, ISBN 978-3-03922-044-1.
- Wenn die Netze reissen: Marktwirtschaft auf freier Wildbahn. Rotpunktverlag, Zürich 1994, ISBN 3-85869-158-5.
- mit anderen: Krise – welche Krise? ID-Archiv, Berlin 1995, ISBN 3-89408-045-0.
- mit Eugen Sorg: Mein Leben als 68er. Echtzeit, Basel 2008, ISBN 978-3-905800-18-0.
- mit Pietro Supino: Qualität in den Medien. Leitlinien für einen hochwertigen Journalismus. Tamedia 2017 (online, PDF).
- Salinger taucht ab. Roman. Elster-Verlag 2018, ISBN 978-3-906903-06-4.
- Operation Crypto. Die Schweiz im Dienst von CIA und BND. Echtzeit, Basel 2020, ISBN 978-3-906807-19-5.
- Nur fliegen kann er nicht: Harald Naegeli. Eine Biografie. Diogenes Verlag, Zürich 2024, ISBN 978-3-257-61206-6.